# Wojciech Soporek
Wojciech Soporek (ur. 1 lutego 1954 w Grodzisku Mazowieckim) – polski dziennikarz, tłumacz, autor muzycznych audycji radiowych (Polskie Radio). Ukończył studia w Instytucie Anglistyki Uniwersytetu Warszawskiego (1977), pisząc pracę magisterską z dziedziny literatury amerykańskiej.

## Działalność

### Dziennikarstwo

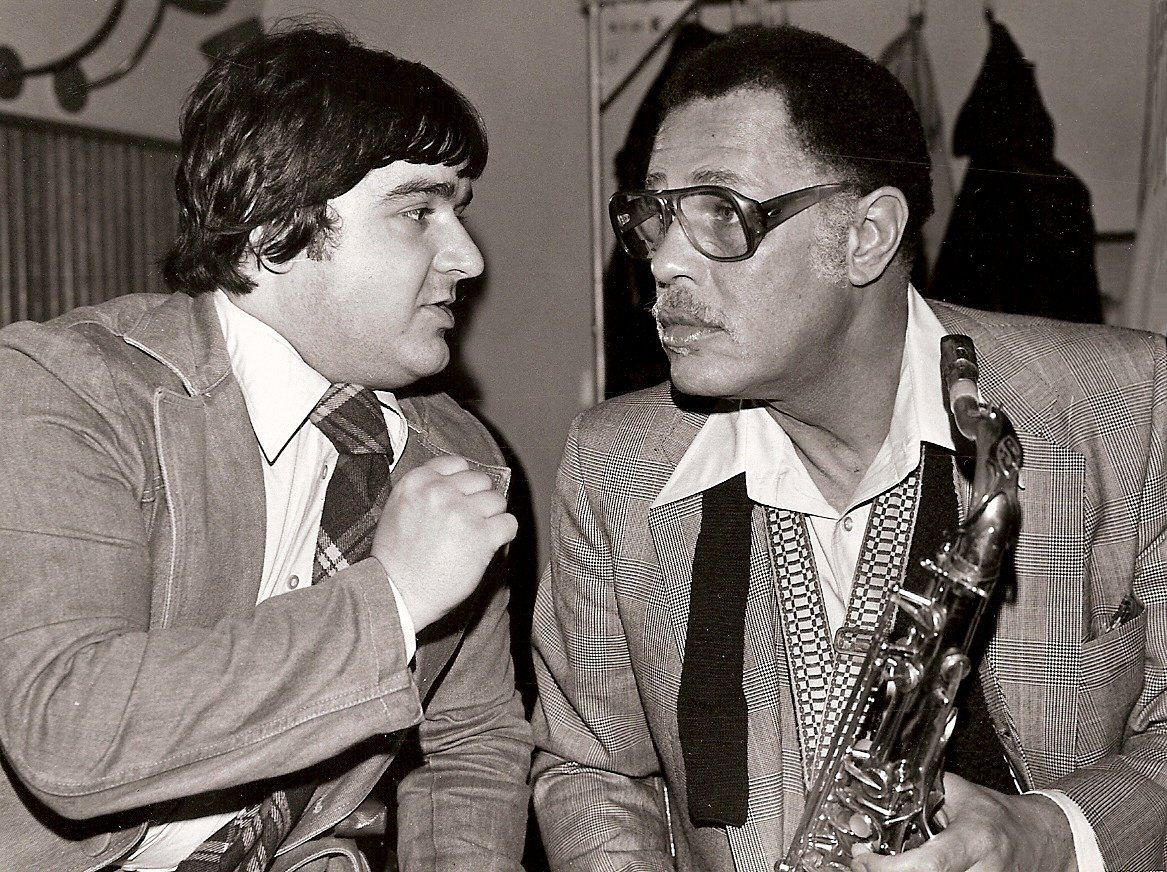
Wojciech Soporek i Dexter Gordon (1978)
(fot. Bogdan Nastula)

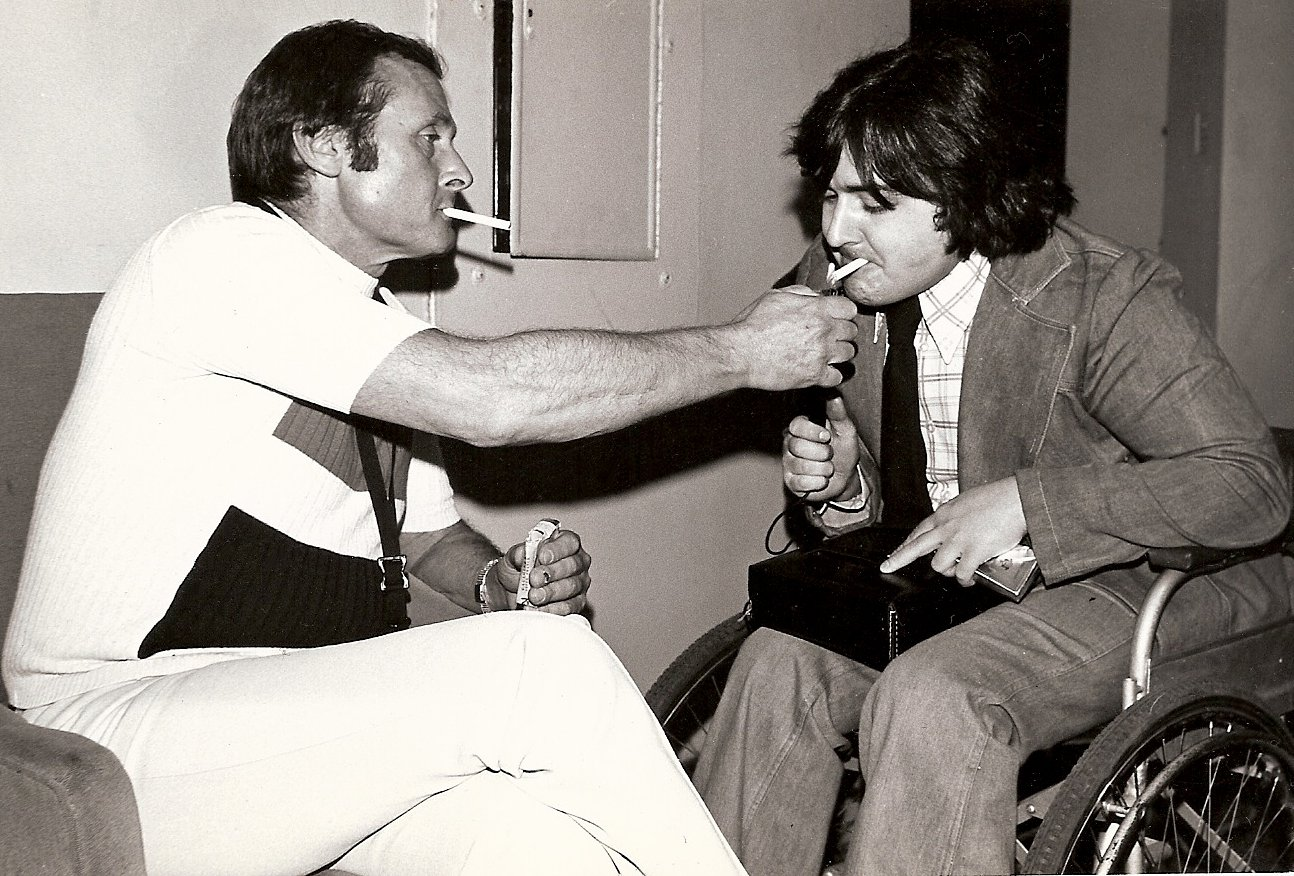
Stan Getz i Wojciech Soporek (1978)
(fot. Bogdan Nastula)

Zadebiutował w 1972 na łamach pisma „Jazz”, z którym przez kilka lat współpracował. W latach 1977–1989 pracował w miesięczniku muzycznym „Non Stop” jako redaktor działu łączności z czytelnikami, a następnie sekretarz redakcji i zastępca redaktora naczelnego. Pod koniec 1989 współzałożył pismo „Rock’n’Roll”, w którym pełnił funkcję zastępcy redaktora naczelnego do chwili odejścia w 1991. Publikował także w „Kurierze Polskim”, „Tygodniku Demokratycznym”, „Gazecie Wyborczej” i dwumiesięczniku PWM „Synkopa”. Ponadto w latach 1976–1981 był autorem wielu audycji muzycznych Polskiego Radia, m.in. cyklu wywiadów z największymi gwiazdami jazzu i bluesa takimi jak Miles Davis, Sonny Rollins, Benny Goodman, Clark Terry, Freddie Hubbard, Stan Getz, Herbie Hancock, Joe Zawinul, Chick Corea, Keith Jarrett, Buddy Rich, Louie Bellson, Gil Evans, Stan Kenton, Woody Herman, Sarah Vaughan, Betty Carter, Carla Bley, Toshiko Akiyoshi, Dexter Gordon, Ray Brown, Ornette Coleman, Sun Ra, Wayne Shorter, Mel Lewis, Tony Williams, John McLaughlin, Wynton Marsalis, Muddy Waters, B.B. King, Ray Charles, John Mayall.

### Tłumaczenia
W 1991 zajął się tłumaczeniami literatury amerykańskiej. Przełożył książki: Lodowa pułapka Clive’a Cusslera, Lekarz Thomasa M. Discha i Uprawiając miłość – Erotyczna odyseja Richarda Rhodesa (wspólnie z Piotrem Paszkiewiczem).
Od 1992 współpracuje z Telewizją Polską, tłumacząc listy dialogowe anglojęzycznych filmów fabularnych. Jest autorem polskich wersji językowych do ok. 300 obrazów.

## Publikacje
- Clive Cussler, Lodowa pułapka, Amber i Mizar 1992, ISBN 83-7082-091-1
- Thomas M. Disch, Lekarz, Amber 1993, ISBN 83-7082-255-X
- Richard Rhodes, Uprawiając miłość – Erotyczna odyseja (tłum. wspólnie z Piotrem Paszkiewiczem), Wydawnictwo Prima 1997, ISBN 83-7152-104-9

## Epizody
- Jako dziecko występował w epizodzie w dramacie Augusta Strindberga Eryk XIV, wystawianym na początku lat 60. w warszawskim Teatrze Polskim w reżyserii Zygmunta Hübnera.
- Marek Nowakowski wspomina o nim w opowiadaniu „Victoria”[1], pochodzącym z tomu Nekropolis 2.